# Kristin Meyer

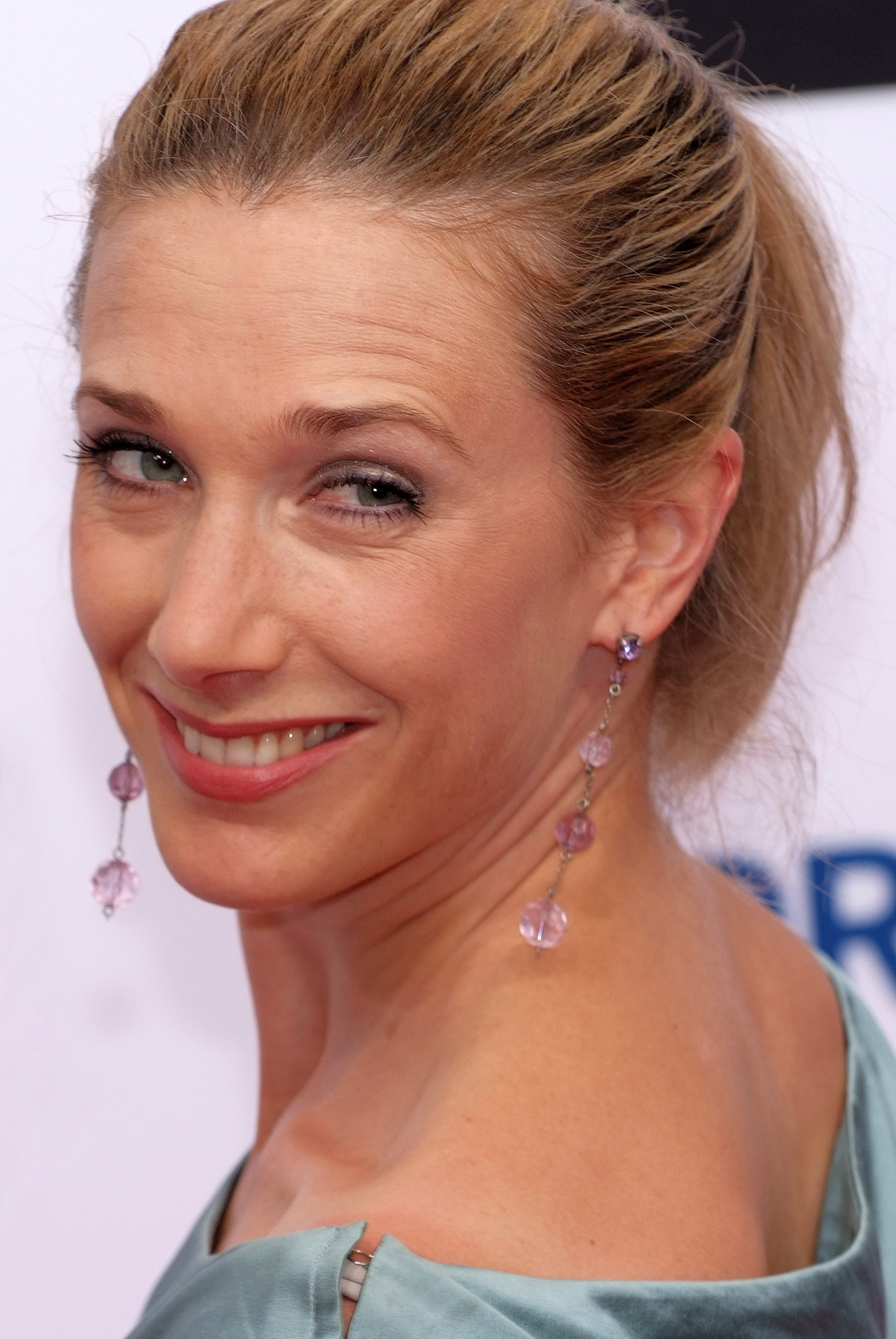
Kristin Meyer bei der Verleihung des Studio Hamburg Nachwuchspreises 2012

Kristin Meyer (* 27. Juni 1974 in Dortmund) ist eine deutsche Schauspielerin.

## Leben
Meyer absolvierte ihre Ausbildung zur Schauspielerin und Sängerin an der Hochschule für Musik und Theater „Felix Mendelssohn Bartholdy“ in Leipzig. Von 2001 bis 2005 war sie an verschiedenen Theatern in Deutschland engagiert. Dort spielte sie hauptsächlich klassische Rollen wie z. B. Shakespeares Elisabeth in Richard der Dritte.
Von 2007 bis 2010 war sie bei Gute Zeiten, schlechte Zeiten in der Hauptrolle der Iris Cöster zu sehen. In der Fernsehserie Ein Fall für Nadja spielte sie die Hauptrolle Romy.
Sie ist mit dem Regisseur, Schauspieler und Synchronsprecher Patrick Winczewski verheiratet. Nach Stationen in Sachsen und Bayern lebt sie in Berlin.
Seit 2010 unterstützt sie das Waisenhaus St. Moses Children´s Care Centre in Uganda.
Während des Bundestagswahlkampfes 2017 unterstützte Meyer die SPD und ihren Kanzlerkandidaten Martin Schulz. Meyer ist unter anderem als Botschafterin für die Björn Steiger Stiftung aktiv und setzt sich als Projektpatin für Baby-Notarztwägen ein.

## Filmografie
- 2000: Polizeiruf 110 – Blutiges Eis (Fernsehreihe)
- 2000: Tatort – Quartett in Leipzig (Fernsehreihe)
- 2000: In aller Freundschaft (Fernsehserie)
- 2001: Wolffs Revier (Fernsehserie)
- 2006: Der Gast (Kurzfilm)
- 2007: Ein Fall für Nadja (Fernsehserie)
- 2007: Küstenwache (Fernsehserie)
- 2007–2010: Gute Zeiten, schlechte Zeiten (Fernsehserie)
- 2008: SOKO Wismar (Fernsehserie)
- 2008: Hallo Robbie! (Fernsehserie)
- 2010: Da kommt Kalle (Fernsehserie)
- 2011: SOKO 5113 (Fernsehserie)
- 2011: SOKO Leipzig (Fernsehserie)
- 2012: Schloss Einstein (Fernsehserie)
- 2012: Anna und die Liebe (Fernsehserie)
- 2012: Nur wer die Sehnsucht kennt (Kurzfilm)
- 2012: Der Kriminalist (Fernsehreihe)
- 2014: Tatort – Winternebel
- seit 2014: Ein Fall von Liebe (Fernsehserie)
- 2016: Ein Hologramm für den König
- 2016: Der Lehrer (Staffel 4, Folge 11)
- 2016–2017: Unter Uns (Fernsehserie)[5]
- 2019: Tierärztin Dr. Mertens (Fernsehserie)
- 2019: Bettys Diagnose (Fernsehserie) – Folge Alles nur aus Liebe